# Jean-Michel Destang
 (novembre 2021).
Si vous disposez d'ouvrages ou d'articles de référence ou si vous connaissez des sites web de qualité traitant du thème abordé ici, merci de compléter l'article en donnant les références utiles à sa vérifiabilité et en les liant à la section « Notes et références ».
Jean Michel Destang, né le 15 juin 1945 à Bordeaux et mort le 4 mai 2022 dans la même ville, est un journaliste grand reporter lauréat du prix Albert-Londres. 

## Biographie
Jean-Michel Destang commence sa carrière en 1975 comme Photographe de plateau à France 3 Bordeaux  ; en 1977, il entre comme correspondant de presse dans l'agence Sigma.
C'est en 1982 qu'il entre comme JRI (Journaliste reporter d'image ) dans la station régionale de France 3 Nord-Pas-de-Calais. En dehors de plusieurs reportages d'actualité, il a travaillé pour des magazines musicaux comme Avenue du rock avec Éveline Thomas . Il rejoint George Pernoud dans l'équipe de Thalassa et par la suite Faut pas rêver.
En 1991, il reçoit le  7 d'or du meilleur reportage de télévision  : Aral : la mer assassinée (Thalassa), France 3
En 1992, Il crée sa propre agence de presse M News Télévision proposant ainsi des reportages pour les chaînes de télévision. Cette même année, il reçoit le prix Albert-Londres avec Lise Blanchet pour Le Grand Shpountz.
En 1995, il réalise un documentaire devenu culte : Un samedi soir en province .
Il a reçu le Prix du festival du Scoop d’Angers du meilleur reportage de télévision.

## Documentaires
De 1994-2014 - réalisateur-caméraman documentaires de 52 min - Agence de presse -  Maximal News Télévision / France 5
- Les Magiciens de la Lumière (France/Chine)
- LOKICHOKKIO (Sud SOUDAN)
- Le Mondial des Pauvres (Amazonie Brésil)
- Le Porte Avion Charles de Gaulle  (Mer d’Arabie/Afghanistan)
- INTERPOL (Colombie/Europe)
- Bush-Kerry-Un vote sous influence (USA)
- Le revers de la médaille (Grèce)
- Les cigognes veillent sur nous (France)
- Victimes ordinaires (France)
- Mon frère, ma bataille – fondation Daniel Balavoine (MALI)

Producteur - réalisateur - caméraman M News télévision
Émission de 1 h 30 min diffusée en direct tous les mercredis 1998/2001 sur France 5
- En juin ça sera bien Série documentaires 26 × 13 min pour “Les Ecrans du Savoir” - France 5
- Au cœur des matières Série documentaires 26 × 13 min pour " Les Ecrans du Savoir " - France 5
- Qu’est-ce qu’on mange ? 68 reportages de 4 min pour " Les Ecrans du Savoir " - France 5 - CNDP
- Dédalus 22 programmes Courts sur la sécurité routière - France 2 " STOP "
- Film pour le Futuroscope de Poitiers / Tournage en 35 mm pour le cinéma circulaire 360° L’Europe en multicoques
- Los Angelès, département Homicide” (USA) Le Droit de Savoir " TF1
- Au nom du Père et des Indiens (Bolivie) “ENVOYE SPECIAL” France 2
- Samedi soir en province (France) Documentaire de 52 min - France 2
- Masculin,Féminin,Pluriel (France) Documentaire de 52 min M6
- L’Autoroute (France) Documentaire de 52 min - Production Interscoop - France 2

Magazines pour l’émission Envoyé spécial de France 2
- Sur la piste des Esclaves (Soudan)
- Chasseurs de météorites (USA)
- Satellites : le Troisième Œil (Suède)
- La Fécondation in-vitro (Europe)
- La Cuisine des Mousquetaires (France)
- La Vallée des désastres (Ethiopie)

Documentaires pour l’émission Thalassa (26 min) de France 3
- Le pays qui rêvait de la mer (Bolivie)
- Courses de mini sous-marins (USA)
- Le Grand Schpountz (France)
- Pensionnaires en Antarctique (Pôle Sud)
- Dans les bras du Danube (Roumanie)
- Portrait d’Eric Tabarly - PEN DUICK (France)
- Vladivostock, Le Port interdit (URSS)
- La Course du Rhum (France/Martinique)
- Dernier voyage à Terre Neuve (Mer du Nord)
- Robben Islan, l’île prison de Nelson Mandela (Afrique du Sud )
- 20.000 Carats sous la mer ( Afrique du Sud )
- Aral, la Mer assassinée (URSS)
- Fugu, poisson, poison (Japon)
- Kouriles,l’archipel des brumes (Japon-URSS)
- Les crabes géants (Kamchaptka/URSS)
- Les Plongeuses Hamma (Japon)
- On a marché sur la mer (Suède)
- Les Iles du Cap Vert (Cap Vert)
- Les Chantiers de Gdansk (Pologne)

Magazine pour l’émission La Marche du siècle (26 min) de France 3
- Les dons d’organes (France)

Magazines pour l’émission Faut pas rêver (13 min) de France 3
- La Vallée des Roses (Bulgarie)
- Le Tango à Buenos Aires (Argentine)
- Les Transporteurs de bananes (Burundi)
- L’hôtel sous la mer (USA)
- Carnaval dans la Cordillière des Andes (Argentine)
- Le Parito Moreno - Glacier (Argentine)
- Le Trompétiste de la Casse-Autos (France)
- Lost City (Afrique du Sud)
- Les derniers Juifs d’Alexandrie (Egypte) - Le Palio de Sienne  (Italie)

Documentaire de 90 min pour Arte
- Portrait de Gérard Depardieu (France)

Documentaire de 90 min pour France 3
- L’eau au Mali, Daniel Balavoine (Mali)